# Bass Bumpers
Bass Bumpers ist ein deutsches Dance-Projekt, gegründet von Henning Reith und Caba Kroll im Jahre 1988.

## Geschichte
Anfangs nur als Produzenten für Sydney Fresh und Twenty 4 Seven tätig, veröffentlichte die Gruppe 1990 unter dem eigenen Namen ihre erste Single: Can’t Stop Dancing. Zwei Jahre später gelang Kroll und Reith der Durchbruch mit The Music’s Got Me. Es folgten weitere Dance-Erfolge wie Move To The Rhythm, Runnin’ und Good Fun. In den späten 1990er Jahren wurde es still um Bass Bumpers. Akira Yamamoto sowie CJ Stone (Andreas Litterscheid) stießen zur Band, welche sich fortan auf Mixes und Produktionen anderer Künstler spezialisierte. Zu den erfolgreichen gehören unter anderem DJ Sammy, U 96, Loona und Brooklyn Bounce. 2002 und 2003 kamen weitere Mitglieder zu Bass Bumpers Music: Reinhard „VooDoo“ Raith (bekannt von z. B. Voodoo & Serano), Level K., Massimo Nocito sowie Sven Koslik.
Im Sommer 2005 hatte das Team mit einem Remake des Axel-F-Themas von Harold Faltermeyer einen weiteren Super-Hit. Ursprünglich nur als Klingelton gedacht, erreichte die Single Axel F von Crazy Frog auf Anhieb die Spitze der UK-Charts.

## Diskografie

### Alben
- 1992: Advance
- 1993: Recouped Advance
- 1995: The Best Of
- 2004: Dance History

### Singles
- 1990: Can’t Stop Dancing
- 1990: Can’t Stop Dancing - Remix
- 1991: Get the Big Bass
- 1991: Get the Big Bass - Remix
- 1992: Get the Big Bass - The U.K. Remixes (Limited DJ Edition)
- 1992: The Music’s Got Me
- 1992: The Music’s Got Me - Remixes
- 1992: Move to the Rhythm
- 1992: Move to the Rhythm - The Remixes
- 1992: Mega Bump - The Megamix
- 1993: (Keep Me) Runnin'
- 1993: (Keep Me) Runnin' - Remixes
- 1993: (Keep Me) Runnin' - Radio E.P. (für Radio-DJs)
- 1994: Good Fun
- 1994: Good Fun - Remix
- 1995: Keep on Pushing
- 1995: Keep on Pushing - Remixes
- 1996: The Music’s Got Me - '96er Remixes (The Paul Gotel Mixes)
- 1997: (Keep Me) Runnin' 97
- 2001: The Music Turns Me On
- 2003: Don’t Look Back (Remix)
- 2005: The Music’s Got Me - 2005 Remixes

## Filmografie
- 2004: Bass Bumpers - History of Dance (DVD)

## Projekte (Produktionen, Remixe und Co-Produktionen)
| - 2 in a Room - Ace of Base - Adrima - Akira Yamamoto - Amanda Lear - Angel City - Aventura - Bad Habit Boys - Bass Bumpers - Blaulicht 112 - Brooklyn Bounce - Caba Kroll - Camelot - Captain Hollywood - Chocolate - CJ Stone - Crazy Frog - Culture Beat - Damage Control - Despina Vandi | - DJ Sammy (& Carisma) - Elton John - Haiducii - Horny Hombres - Ian Van Dahl - Ivory - Loona - Los del Río - Marisa Turner - Markus Gardeweg - Masterboy - Mc Fadden & Whitehead - Mike MH 4 - Milk & Sugar - Miss Peppermint - Murphy Brown - N-Trance - Paris Underground - Peter Schilling - Potatoheadz | - Prince Ital Joe feat. Marky Mark - Pulsedriver - RMB - Scatman John - Scooter - Sheeva - Sylver - SNAP! - Spike - Starsplash - Sydney Fresh - Twenty 4 Seven - U 96 - Ultrabeat - Vamoz - VooDoo & Serano - Yomanda |